# آرون وان بيساكا
آرون وان بيساكا (بالإنجليزية: Aaron Wan-Bissaka؛ مواليد 26 نوفمبر 1997) لاعب كرة قدم إنجليزي يلعب ظهيرًا أيمن لنادي وست هام يونايتد في الدوري الإنجليزي الممتاز.
بدأ وان بيساكا مسيرته مع كريستال بالاس وفاز بجائزة لاعب العام بالنادي في موسم 2018–19. انتقل عام 2019 إلى مانشستر يونايتد مقابل 45 مليون جنيه إسترليني.

## روابط خارجية
- آرون وان بيساكا على موقع الاتحاد الأوربي (الإنجليزية)
- آرون وان بيساكا على موقع قاعدة بيانات كرة القدم.إي يو (الإنجليزية)
- آرون وان بيساكا على موقع ليكيب (الفرنسية)
- آرون وان بيساكا على موقع Soccerbase.com (لاعب) (الإنجليزية)
- آرون وان بيساكا على موقع Soccerway.com (الإنجليزية)
- آرون وان بيساكا على موقع عالم كرة القدم.نت (الإنجليزية)